# Pinot bijeli
Pinot bijeli (Bijeli pinot, Pinot blanc, Burgundac bijeli, Burgundac, Weissburgunder, Weißer Burgunder) je stara sorta grožđa, rasprostranjena uglavnom u Njemačkoj i Italiji, a u Hrvatskoj u Slavoniji. Vjerojatno je nastao spontanim križanjem sivog i crnog pinota.
Vino je slamnato žute boje sa zelenkastim odsjajem.  Laganog je okusa koji aromom podsjeća na jabuku i breskvu. Ima srednji ili veći sadržaj kiselina i visok sadržaj alkohola.
Starenjem dobiva zlatnu boju.

## Vanjske poveznice
- Mali podrum  Arhivirana inačica izvorne stranice od 28. rujna 2007. (Wayback Machine) - Pinot bijeli; hrvatska vina i proizvođači